# Valori

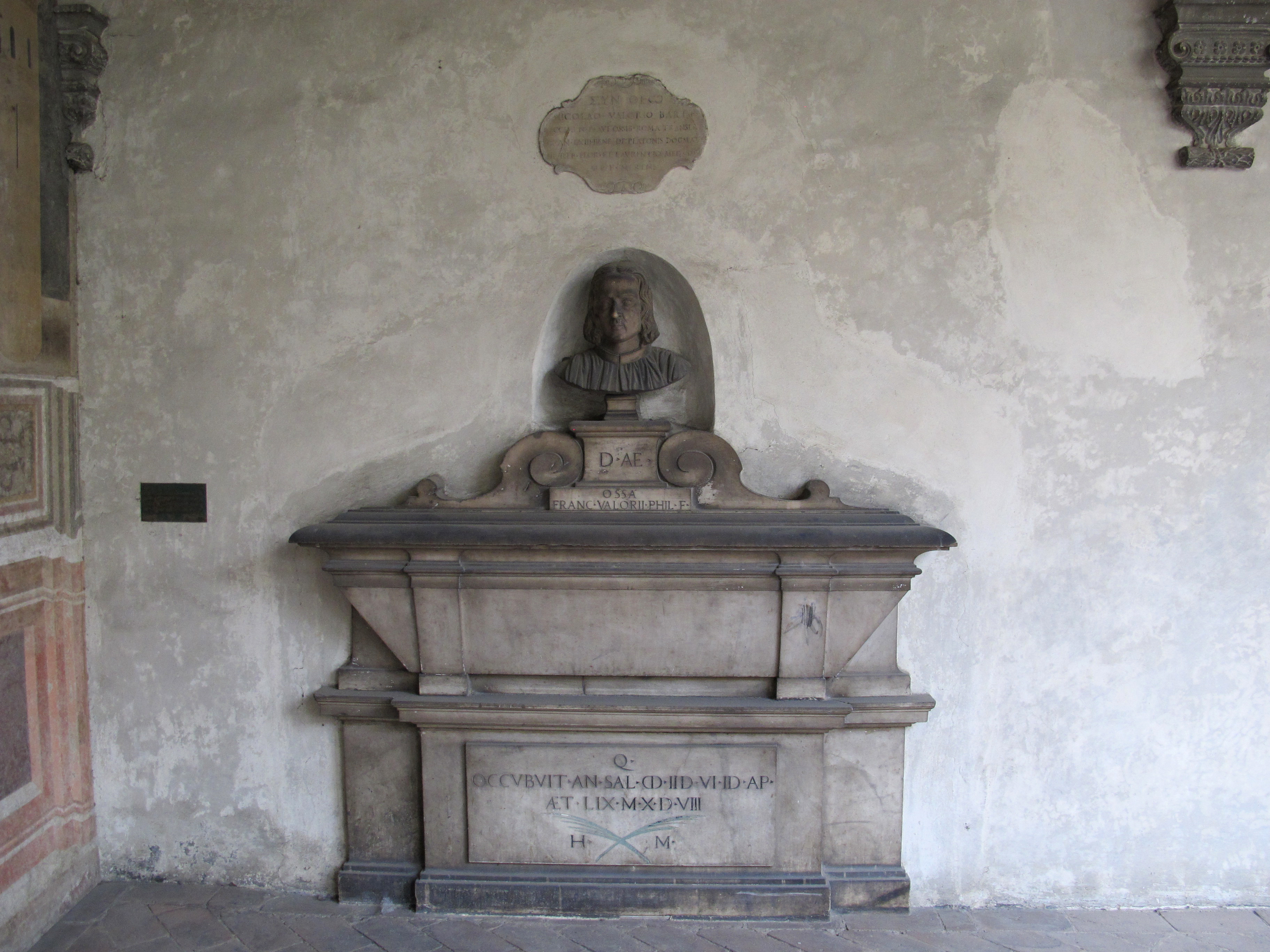
Tomba di Francesco Valori, nel chiostro degli Aranci a Firenze

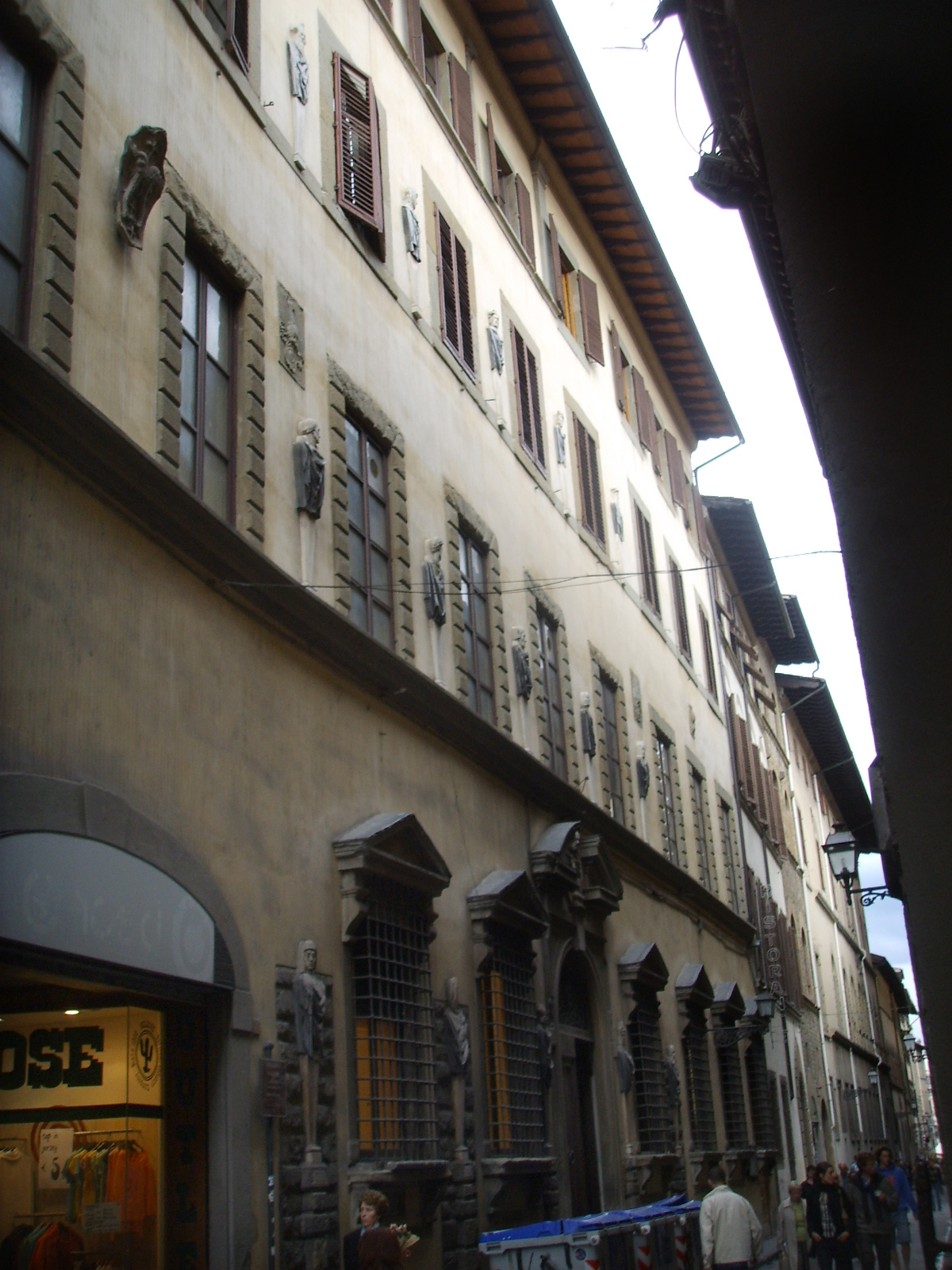
Palazzo Valori

I Valori furono una famiglia storica di Firenze. Ebbero per capostipite un Valore di Orlando Rustichelli, da cui trassero il cognome. 

## I Valori di Firenze
I Valori sono una casata fiorentina, detta anche di Valore. Ha discendenze nella famiglia dei Rustichelli, casata di origine fiesolana con altre due ramificazioni dimoranti in Treviso e Vicenza.
Taldo di Valore di Rustichelli fu per quattro volte priore e ambasciatore a Venezia nel 1328. Nel 1340 fu gonfaloniere di giustizia. Gabriele Valori, forse figlio di Taldo, nel 1349 era passato in Napoli offrendo i suoi servigi a Luigi I d'Angiò, stabilendo un ramo della famiglia in Francia, sotto Luigi II d'Angiò, dove la casata possedette le signorie di Marignon, La Motte, Locé, Lublé, Maign e inoltre De Cussè, Tilly, Lecé.
A Firenze Bartolomeo Valori il Vecchio (1354-1427), detto Baccio, nato da Niccolò, figlio a sua volta del suddetto Taldo, nel 1380 fu eletto tra i Dieci di Balia, venendo rieletto altre sei volte e ricoprì anche l'incarico di ambasciatore e quello di Gonfaloniere di Giustizia.
Suo nipote Francesco (1439-1498) fu gonfaloniere quattro volte e, appassionato di filosofia, sostenne Girolamo Savonarola opponendosi al dominio dei Medici.
Baccio Valori fu inizialmente un fedele alleato dei Medici, diventando commissario per conto di Clemente VII subito dopo la presa della città in seguito all'assedio nel 1530. In quel periodo commissionò il David-Apollo a Michelangelo Buonarroti. Fu anche un consigliere del duca Alessandro de' Medici, ma con la presa del potere di Cosimo I de' Medici si schierò contro di lui, combattendo a fianco dei fuorusciti nella battaglia di Montemurlo e venendo sconfitto e in seguito decapitato. I familiari riuscirono però a salvare i beni di famiglia dalla confisca, riuscendo a farli passare per frutto della dote di Albiera degli Alessandri, andata in sposa a Francesco Valori, il quale allora risiedeva a Roma da fuoruscito. 
Fu Bartolomeo Valori il giovane (1535-1606), anch'egli detto Baccio e nipote di Francesco, che recuperò i possedimenti familiari diventando senatore sotto Ferdinando I de' Medici. Bibliotecario della Biblioteca Medicea Laurenziana e presidente dell'Accademia del Disegno, fu lui a far adornare il palazzo di famiglia con i busti dei fiorentini illustri, che però non riscossero il favore popolare, come testimonia ancora il soprannome popolare dei "Visacci".
Altri membri della famiglia furono 
- Niccolò Valori, gonfaloniere della repubblica fiorentina.
- Niccolò Valori (1464-1530 ca.), nipote di Francesco uomo politico e letterato fiorentino
- Francesco Valori, cugino di Bartolomeo il giovane, fu al servizio del Papato.
- Giambattista Valori (XVI secolo), fratello di Niccolò, fu protonotario apostolico.
- Niccolò Valori (XVI secolo), Cav. Gerosolimitano e Provveditore delle Galee dell'Ordine, morto in Palermo.[3].

Il ramo fiorentino dei Valori si estinse nel 1687. Oltre al citato palazzo dei Visacci essi ebbero altre proprietà concentrate su borgo degli Albizi: il Palazzo Valori secondario e il Palazzo Valori-Bartolini.